# عنفوان الأشياء (مسلسل)
عنفوان الأشياء. مسلسل عراقي، من إخراج حسن حسني، وتأليف صباح عطوان.

## الممثلون
- فاضل خليل.
- سامي قفطان.
- جلال كامل.
- سليمة خضير.
- جعفر السعدي.
- أميرة جواد.
- ريكاردوس يوسف.
- قاسم محمد.
- عواطف نعيم.
- سامي السراج.
- حياة حيدر.
- فارس عجام.
- سناء عبد الرحمن.
- بهجت الجبوري.
- سهير أياد.
- نزار السامرائي.
- فاطمة الربيعي.
- هناء محمد.
- سهام السبتي.
- عبد الجبار كاظم.
- ليلى كوركيس.
- سعدون العبيدي.
- ليلى محمد.
- سوران علي شريف.
- آسيا كمال.
- يعقوب القره غولي.
- فوزية الشندي.
- غسان محمد.

حسن الجنابي.
- صادق علي شاهين.
- جنان عبد الحسين.
- موارد حامد.
- خليل النعيمي (ضيف).
- عزيز جبر (ضيف).

- هديل كامل.[1]

## المقدمة الغنائية
- كريم العراقي شِعر.
- حكمت ناهي، لحن.
- صلاح عبد الغفور، غناء.